# Maidières
Maidières est une commune française située dans le département de Meurthe-et-Moselle, en région Grand Est.

## Géographie

### Localisation
|             |                           | Pont-à-Mousson |
| Montauville | Maidières                 |                |
|             | Blénod-lès-Pont-à-Mousson |                |

### Hydrographie

#### Réseau hydrographique
La commune est dans le bassin versant du Rhin au sein du bassin Rhin-Meuse. Elle est drainée par le ruisseau de Grand Rupt,.

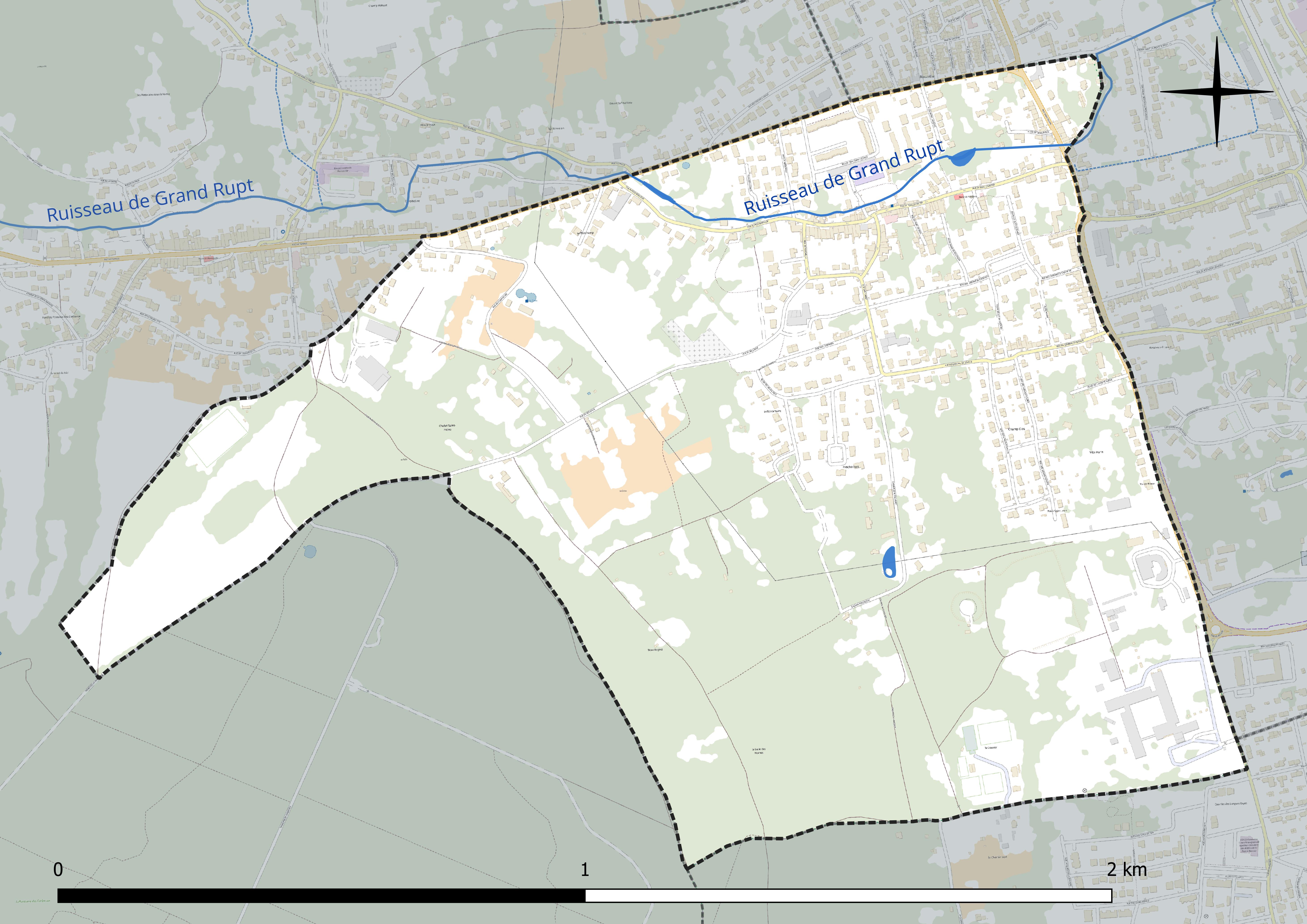
Réseau hydrographique de Maidières.

#### Gestion et qualité des eaux
Le territoire communal est couvert par le schéma d'aménagement et de gestion des eaux (SAGE) « Rupt de Mad, Esch, Trey ». Ce document de planification concerne les bassins versants du Rupt de Mad, de l’Esch et du Trey. Le périmètre a été arrêté le 2 juin 2014, la commission locale de l'eau (CLE) a été créée le 20 juin 2017, puis modifiée le 26 mars 20210. La structure porteuse de l'élaboration et de la mise en œuvre est le Parc naturel régional de Lorraine. 
La qualité des cours d’eau peut être consultée sur un site dédié géré par les agences de l’eau et l’Agence française pour la biodiversité. 

### Climat
Pour des articles plus généraux, voir Climat du Grand Est et Climat de Meurthe-et-Moselle.
En 2010, le climat de la commune est de type climat des marges montargnardes, selon une étude du Centre national de la recherche scientifique s'appuyant sur une série de données couvrant la période 1971-2000. En 2020, Météo-France publie une typologie des climats de la France métropolitaine dans laquelle la commune est exposée à un climat semi-continental et est dans la région climatique  Lorraine, plateau de Langres, Morvan, caractérisée par un hiver rude (1,5 °C), des vents modérés et des brouillards fréquents en automne et hiver. 
Pour la période 1971-2000, la température annuelle moyenne est de 9,7 °C, avec une amplitude thermique annuelle de 16,5 °C. Le cumul annuel moyen de précipitations est de 827 mm, avec 12,6 jours de précipitations en janvier et 9 jours en juillet. Pour la période 1991-2020, la température moyenne annuelle observée sur la station météorologique de Météo-France la plus proche, « Nonsard », sur la commune de Nonsard-Lamarche à 20 km à vol d'oiseau, est de 10,7 °C et le cumul annuel moyen de précipitations est de 690,8 mm. 
La température maximale relevée sur cette station est de 40,1 °C, atteinte le 25 juillet 2019 ; la température minimale est de −17 °C, atteinte le 1er mars 2005,,. 
Les paramètres climatiques de la commune ont été estimés pour le milieu du siècle (2041-2070) selon différents scénarios d'émission de gaz à effet de serre à partir des nouvelles projections climatiques de référence DRIAS-2020. Ils sont consultables sur un site dédié publié par Météo-France en novembre 2022.

## Urbanisme

### Typologie
Au 1er janvier 2024, Maidières est catégorisée ceinture urbaine, selon la nouvelle grille communale de densité à sept niveaux définie par l'Insee en 2022.
Elle appartient à l'unité urbaine de Pont-à-Mousson, une agglomération intra-départementale regroupant six  communes, dont elle est une commune de la banlieue,,. Par ailleurs la commune fait partie de l'aire d'attraction de Pont-à-Mousson, dont elle est une commune de la couronne,. Cette aire, qui regroupe 16 communes, est catégorisée dans les aires de moins de 50 000 habitants,.

### Occupation des sols
L'occupation des sols de la commune, telle qu'elle ressort de la base de données européenne d’occupation biophysique des sols Corine Land Cover (CLC), est marquée par l'importance des territoires artificialisés (48,6 % en 2018), en augmentation par rapport à 1990 (40,8 %). La répartition détaillée en 2018 est la suivante : zones urbanisées (48,6 %), cultures permanentes (37,5 %), forêts (7 %), prairies (6,9 %). L'évolution de l’occupation des sols de la commune et de ses infrastructures peut être observée sur les différentes représentations cartographiques du territoire : la carte de Cassini (XVIIIe siècle), la carte d'état-major (1820-1866) et les cartes ou photos aériennes de l'IGN pour la période actuelle (1950 à aujourd'hui).

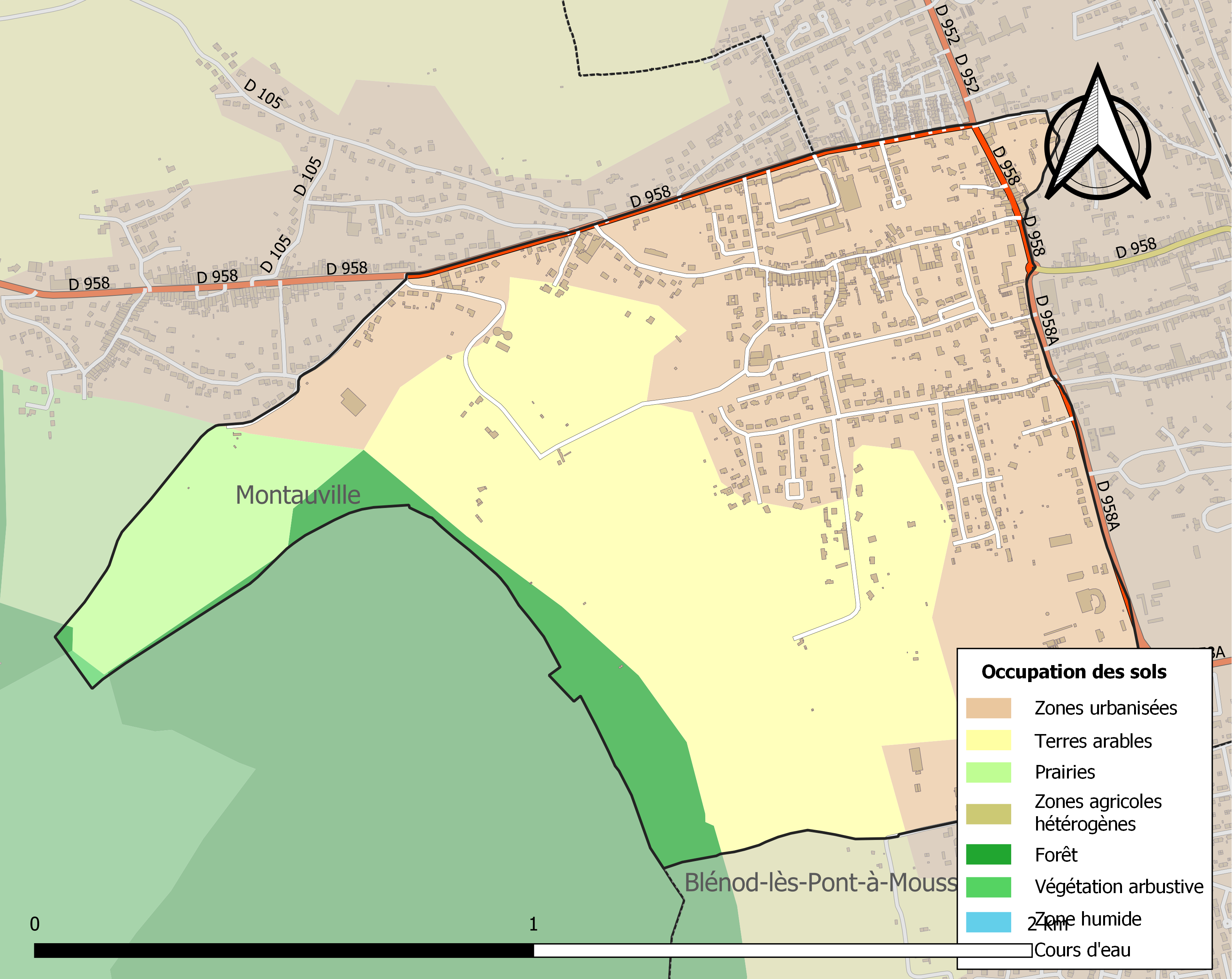
Carte des infrastructures et de l'occupation des sols de la commune en 2018 (CLC).

## Toponymie
Les formes anciennes de Maidières sont : Maidera 977, Bosonem de Maderia 1092, Maderias 1257, eccl. S. Petrus et S. Remigius de Maderiis 1402, Maidière v. 1757.
L'étymologie serait celle d'un mot composé du NP gallo-romain latinisé : Materius + suff. -aria, qui pourrait se traduire par "le domaine de Materius".

## Histoire

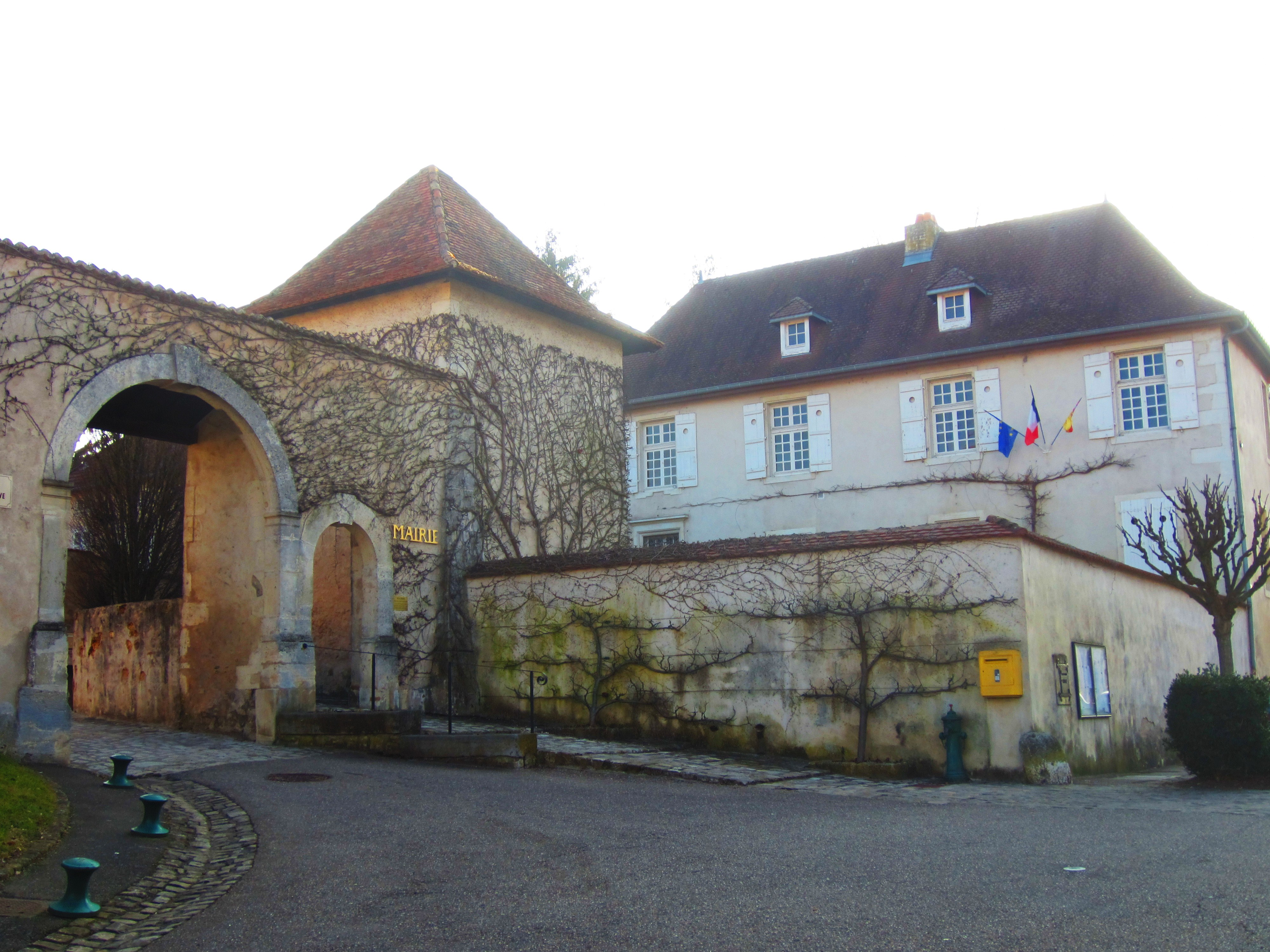
Porte du château de Casenove et mairie.

### Les origines
- Présence gallo-romaine comme le suggère l'étymologie du toponyme.
- En 1092 Boson de Madera est témoin dans un titre concernant le château de Saint-Mihiel[18]. Ce qui suggère que ce seigneur avait un castrum à Maidières.
- Dès 1128, le comte de Bar Renaud Ier est détenteur à Maidières d'un fief d'avouerie[20]. Au XIIe siècle, le village de Maidières appartenait à l'évêché de Liège, qui en avait la seigneurie et nommait le curé.
- En 1227, Hugues, évêque de Liège, échangea le village et l'église de Maidières avec l'évêque de Metz contre l'abbaye de Saint-Trond, l'abbaye de Vaussot. Il n'y avait qu'une paroisse. Par la suite le village appartiendra au diocèse de Toul.
- Il y aura deux paroisses Saint-Pierre-ès-Liens et Saint-Rémi en 1402[17].

### La Renaissance
Le fief de Casenove (Casa Nova) et sa chapelle dédiée à Notre-Dame-des-Anges.
Construite comme chapelle seigneuriale par Jacquet de Maria, premier valet de chambre du Roi René II qui l'avait anobli par lettres patentes du 5 août 1489 et l'avait pourvu de la seigneurie de Maidières et du fief de Cazenove dans cette paroisse et par sa femme Diane de Mousson, la chapelle Notre-Dame-des-Anges est un édifice modeste de 6 mètres de long, 4 mètres 65 de large et 5 mètres d’élévation. Elle a été construite avec deux portes d’accès, surmontées d’un tympan décoré d’une accolade. Sur l’une d’elles se trouvaient après les armes du premier bâtisseur de Maria, les armes des Millet de Chevers.

### LeXVIIIesiècleet leXIXesiècleet la famille Millet
À partir du 9 mars 1705, la seigneurie de Maidières et son fief de Cazenove sont tenus par Claude-Dagobert Millet, conseiller au bailliage de Mirecourt, et procureur au bailliage de Pont-à-Mousson.
La notoriété et la fortune des Millet venaient de Dagobert Millet et de ses frères Gilles et Henry et de leur établissement à Haroué. Gilles et Henry admodiateurs et fermiers généraux du marquisat de Haroué en 1646, se mirent très tôt au service du maréchal de Bassompierre. Dagobert  est connu à Haroué en 1653, puis devient secrétaire du duc de Lorraine Charles IV, dont il devient l’agent d’affaire et est envoyé à Paris, où il réside en l’hôtel de Lorraine. C’est là qu’il recevra ses lettres de gentillesse, c'est-à-dire son acte d’anoblissement le 6 juin 1661 : ces lettres lui confèrent les armes suivantes : « De gueules à une licorne passante d’argent, au chef d’azur chargé de trois épis de millet d’or »
(La licorne des Millet sera  reprise au début du XXIe siècle par la municipalité de Crantenoy, pour donner des armes à la ville. Dagobert quittera l’hôtel de Lorraine, lorsque Louis XVI le confisquera, et reviendra à Crantenoy d’où il assumera la charge de prévôt du marquisat de Haroué, qui était passé au Beauvau – Craon. Dagobert Millet avait épousé Marguerite d’Haguigny en 1653. Elle était la fille du célèbre docteur en médecine de Pont-à-Mousson, Claude Haguigny et de Marguerite Saulnier. Cette famille Saulnier était la plus importante famille de Crantenoy, dont elle était originaire et y tenait la maison forte, qui parviendra via les Chevers à Dagobert Millet. Avec son fils Claude-Dagobert et son petit-fils Claude-Abraham, les Millet pourront prendre ce nom de Chevers et deviendront de Millet de Chevers, écartelant dans leurs armes, les armes des Chevers : « D’argent à un chardon au naturel de trois tiges de sinople, au chef d’azur chargé d’une étoile d’or », ainsi qu’elles figureront dans la chapelle de Cazenove.
Claude-Dagobert ayant quitté Haroué et les charges paternelles dans ce marquisat pour Nancy et la Cour des comptes de Lorraine. Il partagera sa vie, comme ses descendants entre son hôtel de la place Carrière à Nancy, et son fief de Cazenove, où il habitait la maison noble qui deviendra au XIXe siècle la mairie de Maidières. Il mourra conseiller d’État, ayant obtenu de la Cour souveraine de Lorraine et Barrois le maintien de la fondation de 12 messes par an dans la chapelle du Notre-Dame-des-Anges de son fief de Cazenove, que lui contestait le curé de Maidière comme le chapitre de la collégiale Sainte-Croix de Pont-à-Mousson.
De son mariage avec Françoise Chevalier, il aura :
Claude Abraham, né à Pont-à-Mousson le 27 février 1701, qui mourra président de la Cour des comptes à Nancy qui obtiendra pour lui et ses deux fils Claude François de Paule, et Léopold les lettres patentes autorisant à ajouter à son nom le nom de Chevers.
Claude François, comme aîné, héritera de la seigneurie de Maidières et du fief de Cazenove avec sa chapelle Notre-Dame, et bien qu’il eût un fils Claude Léopold Antoine, il cédera ses biens de Maidières à son frère Léopold.
Léopold de Millet de Chevers, deviendra le quatrième seigneur de Maidières, et donnera à sa fille Madeleine Marguerite de Millet de Chevers cette partie de sa succession, qu’elle donnera à son tour à son frère Jules-Marie-Léonard qui mourra tout comme elle sans alliance ni postérité. C’est ce dernier qui vendra en 1828 en trois lots ses biens de Cazenove :
- La demeure seigneuriale, qui deviendra la mairie et l’école des garçons.
- Le moulin et une partie des terres et des prés à Marguerite Mougin, dont les enfants le céderont en 1852 à Claude Messin, alors maire de Maidières.
- La troisième partie du domaine, où se trouvait la chapelle, fut acquise par Nicolas-Joseph Martin, meunier à Maidières, et après diverses successions, parviendra à la famille Parisot.

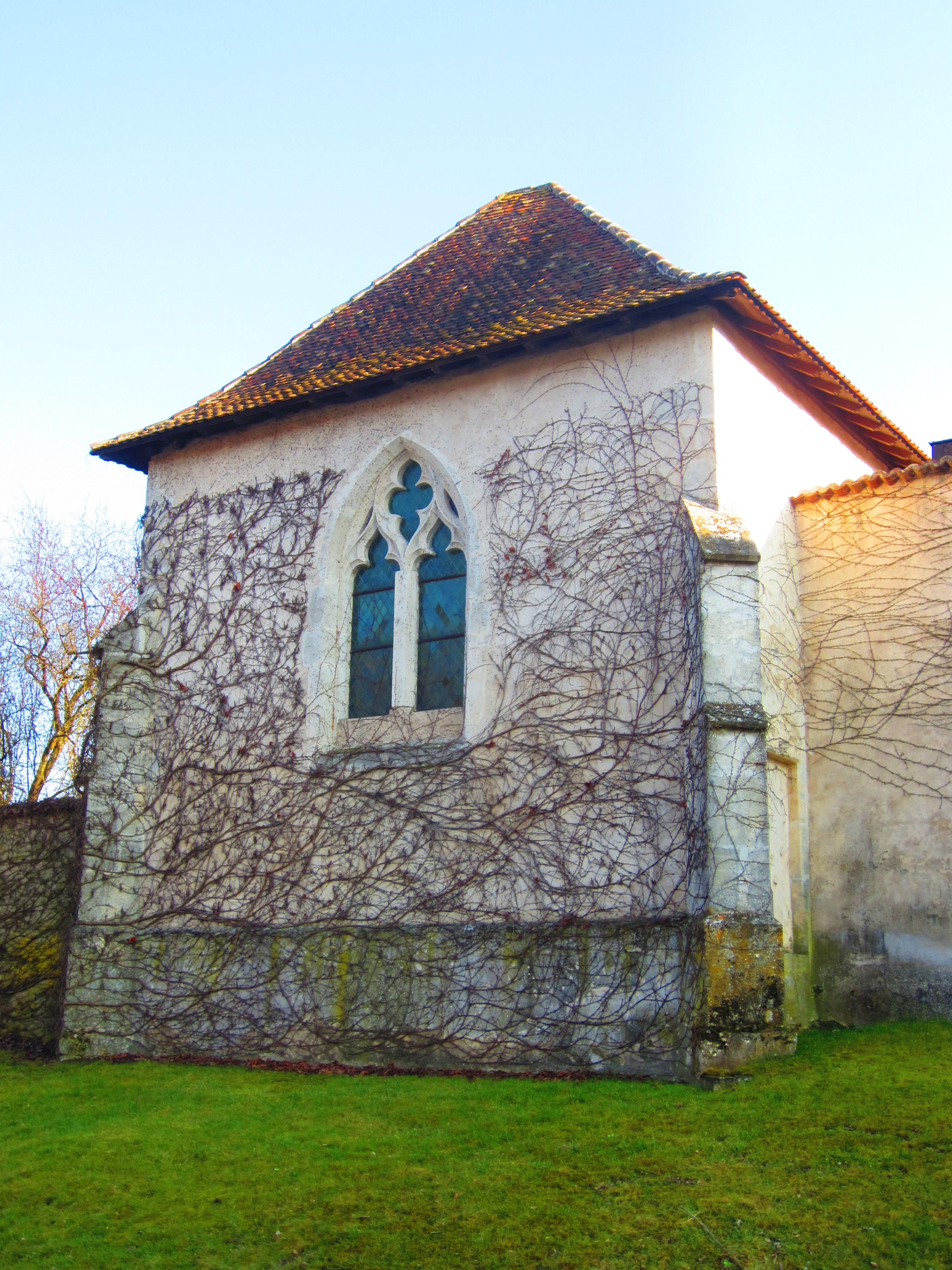
Chapelle de Casenove.

La chapelle, et sa fondation perpétuelle de 12 messes annuelles avait bien sûr été réservée de ces ventes, et devenait à leur mort la propriété de leurs  ayants-droit. Toutefois, anticipant, sur son absence de postérité il avait nommé son oncle Claude Léopold Antoine, qui habitait entre le château Antoine de Vandœuvre-les-Nancy et Colmar, comme bénéficiaire de la chapelle de Cazenove. Mais Claude Léopold Antoine, qui avait été l’un des plus prestigieux représentants de la famille de Millet de Chevers, en étant, par de une immense carrière de juriste et de législateur, procureur de la Cour royale de Colmar, y mourut le 11 mai 1838, exigeant que ses funérailles se fassent à Colmar, mais son enterrement dans la chapelle de ses aïeux à Cazenove, où il reposera en juin 1838. Il avait précédé dans la mort sa fille unique Joséphine de Millet de Chevers, qui avait épousé le général François-Marie de Mueller lui laissant deux jeunes enfants Dagobert et Clotilde de Müller.
Jules Léonard, à sa mort le 18 octobre 1847 à Nancy, était le dernier du nom de Millet de Chevers, et personne ne sait encore si finalement il s’est fait enterrer à la chapelle de Casenove ou dans sa ville de Nancy. Aussi, la chapelle parviendra-t-elle à la seule Clotilde de Müeller devenue comtesse Charles de Montangon, car son frère Dagobert était mort jeune.
La guerre de 1870-1871 et les immenses spoliations de la famille de Mueller, firent perdre le goût de l’Est à Clotilde de Müller et à son mari le comte de Montangon. Il vendra même le château Antoine de Vandœuvre, pour s’installer dans celui de Crespy-le-Neuf dans l’Aube qu’il fera reconstruire et moderniser, et où tous les tableaux de familles des Millet de Chevers et de leurs parents Chevers, Fériet, Rémy, d’Haguigny… furent transportés avec les meubles de l’hôtel de la place Carrière. Le château de Crespy était devenu le musée du souvenir familial de plus de 10 familles de la Lorraine et de l’Alsace, éteintes aujourd’hui. La chapelle du château de Crespy accueillera ceux des défunts qui pouvaient alors l’être. Clotilde de Lueller s’éteindra en 1903, et la chapelle de Cazenove sera oubliée de la mémoire de ses descendants.
La Seconde Guerre mondiale, et ses tragédies vont alors le faire revenir dans la mémoire des descendants des Milet de Chevrs.
Les combats du Bois-le-Prêtre  - Priesterwald pour les Allemands - qui se sont déroulés de septembre 1914 à juillet 1915 à l’ouest de Pont-à-Mousson, furent parmi les plus meurtriers et les plus représentatifs de l’année 1915. À l’extrémité sud-est de ces combats, la commune de Maidière.
Maidières, au sortir de Pont-à-Mousson sur l’ancienne route romaine allant aujourd’hui à Commercy, ne sera jamais comme son village circonvoisin de Montauville, occupé par les Allemands, ni totalement ou presque totalement détruit comme les autres villages de la zone de combats. Maidières servira de base arrière immédiate à ce tout petit front choisi par les Allemands pour leur tentative d’encerclement et de prise de Verdun.
Maidières connaîtra des dévastations et des destructions très importantes, même si on ne peut les comparer celles des villages qui disparurent totalement, rayés de la carte comme celui de Fey-en-Haye.
Le retentissement de ces combats de Bois-le-Prêtre, portera les villages concernés à être tout au centre de la mémoire nationale, et être inscrits en priorité dans les budgets des reconstructions nationales prioritaires dès 1918.
Maidières avait bien sûr beaucoup moins souffert que les autres villages de la zone des combats, toutefois la chapelle de Cazenove avait été très fortement endommagée, et donc sera inscrite par la commune dans la liste des bâtiments à restaurer, grâce à son maire Alfred Songeur, qui était le père de Léon Songeur, directeur adjoint des forges de Pont-à-Mousson, et érudit local remarqué par la Société historique de Lorraine, qui fera une déclaration à titre conservatoire devant la commission cantonale de Pont-à-Mousson, laquelle établira une indemnité de 10.867 francs par son arrêt du 9 juin 1922, laquelle sera attribuée à tort le 7 juillet 1923 au bénéfice du comte Joseph de Montangon.
Après de nombreuses péripéties administratives, les ayants-droit des Millet de Chevers purent enfin donner en 1932 au conseil d'administration des Coopératives de reconstruction des églises du diocèse de Nancy, pour permettre enfin la remise en état du bâtiment.
Clotilde de Mueller avait eu deux filles - le destin s’acharnait à voir toutes ces familles prestigieuses s’éteindre-  qui épousèrent : 
- l’une, le marquis de Roys, député de l’Aube ;
- l’autre, le baron de Klopstein, député de la Marne.

Ces deux familles perdurent par une nombreuse postérité, les portraits des Millet de Chevers et de leurs parents ont pu être un moment rassemblés, et restent en tout cas en leurs mains l’histoire de ces familles est maintenant travaillée par la « Société des Amis de Saint Ange », source de cet article.
Enfin nombreux sont aujourd'hui les héritiers des Millet de Chevers à souhaiter pouvoir venir chaque année à Maidières, prier pour leurs défunts dans la chapelle de Cazenove.

## Politique et administration
| Période                                  | Période  | Identité             | Étiquette | Qualité |
| ---------------------------------------- | -------- | -------------------- | --------- | ------- |
| Les données manquantes sont à compléter. |          |                      |           |         |
| 1977                                     | 2001     | Huguettes Vouaux     |           |         |
| 2001                                     | 2004     | Jean-Jacques Hazard  |           |         |
| 2004                                     | 2020     | Christian Portelance |           |         |
| 2020                                     | en cours | Gérard Boyé          |           |         |

## Population et société

### Démographie
L'évolution du nombre d'habitants est connue à travers les recensements de la population effectués dans la commune depuis 1793. Pour les communes de moins de 10 000 habitants, une enquête de recensement portant sur toute la population est réalisée tous les cinq ans, les populations de référence des années intermédiaires étant quant à elles estimées par interpolation ou extrapolation. Pour la commune, le premier recensement exhaustif entrant dans le cadre du nouveau dispositif a été réalisé en 2006.

En 2022, la commune comptait 1 495 habitants, en évolution de −2,61 % par rapport à 2016 (Meurthe-et-Moselle : −0,13 %, France hors Mayotte : +2,11 %).
| 1793 | 1800 | 1806 | 1821 | 1831 | 1836 | 1841 | 1846 | 1851 |
| ---- | ---- | ---- | ---- | ---- | ---- | ---- | ---- | ---- |
| 210  | 229  | 277  | 266  | 270  | 347  | 347  | 354  | 368  |

| 1856 | 1861 | 1872 | 1876 | 1881 | 1886 | 1891 | 1896 | 1901 |
| ---- | ---- | ---- | ---- | ---- | ---- | ---- | ---- | ---- |
| 334  | 351  | 433  | 553  | 600  | 552  | 586  | 635  | 704  |

| 1906 | 1911 | 1921 | 1926 | 1931 | 1936 | 1946 | 1954  | 1962  |
| ---- | ---- | ---- | ---- | ---- | ---- | ---- | ----- | ----- |
| 807  | 984  | 741  | 811  | 936  | 905  | 899  | 1 009 | 1 143 |

| 1968  | 1975  | 1982  | 1990  | 1999  | 2006  | 2011  | 2016  | 2021  |
| ----- | ----- | ----- | ----- | ----- | ----- | ----- | ----- | ----- |
| 1 564 | 1 571 | 1 447 | 1 353 | 1 366 | 1 521 | 1 523 | 1 535 | 1 512 |

| 2022  | - | - | - | - | - | - | - | - |
| ----- | - | - | - | - | - | - | - | - |
| 1 495 | - | - | - | - | - | - | - | - |

## Culture locale et patrimoine

### Lieux et monuments
- Château de Casenove début XVIIIe par Claude-Dagobert Millet de Chevers, à l'emplacement d'une maison forte très ancienne (mairie actuelle).
- Château de Prochebois du XVIIIe, aujourd'hui très défiguré.
- Église Saint-Nicolas : tour romane, nef XIXe.
- Chapelle Casenove (Casa Nova) XVIe ainsi que le porche attenant sont inscrits au titre des monuments historiques par arrêté du 21 décembre 1977[26].

### Personnalités liées à la commune
- Lucien Genot (1901-1965), tireur sportif champion du monde (1939), né à Maidières.

### Héraldique
| Blason de Maidières | Blason  | Coupé crénelé : au premier d'azur à une colombe fondante d'argent tenant dans son bec en pointe la sainte ampoule d'or, au second d'argent à la clef d'azur posée en fasce le panneton vers la pointe.                                                                                                 |
| Blason de Maidières | Détails | Maidières signifie muraille c'est ce qui explique le coupé crénelé. La commune était constituée de deux paroisses: Saint Remy, symbolisée par la colombe et son ampoule contenant l'huile du sacre des rois, et Saint Pierre représentée par la clef. Le statut officiel du blason reste à déterminer. |